# 陳君寵
陳君寵（？—1644年），湖廣新化縣（今湖南新化縣）人，明朝解元、政治人物。
萬曆四十六年（1618年）戊午科湖廣鄉試第一名舉人。授四川羅江縣知縣，遷潼川州知州。崇禎十七年（1644年），張獻忠農民軍攻破州城，陳君寵殉難。同時殉難的還有彭山縣知縣何大衢。